# Obračalka glave
Obračalka glave ali sternokleidomastoidna mišica (latinsko musculus sternocleidomastoideus) je parna mišica vratu. Izhodišče ima na ključnici in prsnici, pripenja pa se na bradavičasti odrastek (mastoidni procesus) na senčnici ter deloma na zatilnico. 

## Funkcija
Obrača glavo v nasprotno stran in flektira vrat. Če se skrči le ena izmed mišic, se glava obrne v nasprotno smer, če pa se skrčita obe hkrati, potegneta glavo naprej in navzdol proti prsnemu košu.